# Шаев, Валентин Петрович
Валентин Петрович Шаев (род. 22 октября 1964 года, Глубокое, БССР) — бывший председатель Следственного комитета Республики Беларусь (с 16 ноября 2012 г. по 4 ноября 2015 г.), генерал-майор юстиции. Бывший член Совета безопасности Республики Беларусь (с 27 декабря 2012 года по 13 января 2016 года).

## Семья
Мать — следователь прокуратуры, заслуженный юрист, проработала 36 лет. Отец — инженер мелиорации. Оба родителя — воспитанники детского дома. Дядя по отцовской линии — кадровый военный.

## Биография
В 1984 году окончил Витебский техникум электросвязи по специальности «техник связи».
С 1984 года по 1986 год проходил срочную военную службу в Вооружённых Силах СССР. В 1991 году окончил Белорусский государственный университет по специальности «правоведение».
С 1991 по 1998 год проходил службу в органах прокуратуры на следственных должностях (расследовал более 100 уголовных дел об убийствах). С 1998 по 2003 год — прокурор Россонского района Витебской области. С 2003 по 2006 год — прокурор Витебского района. С 2006 по 2009 год — начальник управления Генеральной прокуратуры Республики Беларусь по надзору за расследованием уголовных дел в органах прокуратуры. С 2009 по 2012 год — прокурор Гомельской области.
С 1 января 2012 года — заместитель Председателя Следственного комитета Республики Беларусь.
Указом Президента Республики Беларусь от 16 ноября 2012 года № 512 назначен Председателем Следственного комитета Республики Беларусь.
Указом Президента Республики Беларусь № 451 освобожден от должности Председателя Следственного комитета Республики Беларусь по соглашению сторон с правом ношения форменной одежды и знаков различия.

## Общественная деятельность
15 октября 2014 года Валентин Шаев избран председателем Белорусской федерации волейбола. Он сменил на посту главы федерации Бориса Батуру, который занимал этот пост с 1999 года.
В 2017 году Валентин Шаев покинул пост председателя Белорусской федерации волейбола.